# Bernard Darty
Bernard Darty (12 december 1934 - 15 december 2018) was een Frans ondernemer.

## Jeugd
Bernard Darty was een zoon van joodse ouders afkomstig uit Polen. Zijn moeder kwam om in een concentratiekamp terwijl hij net als zijn vader Icek Henri Darty kon onderduiken. Zijn oudste broer Natan overleefde drie jaar in Auschwitz-Birkenau, terwijl zijn andere broer Marcel actief was in het verzet. Na de oorlog baatten de drie broers met hun vader een stoffenhandel uit in Parijs.

## Les Établissements Darty et Fils
In 1957 schakelden ze over op de verkoop van huishoudtoestellen en elektronica en richten de vennootschap Les Établissements Darty et Fils op. Darty werd een groep met 150 winkels in verschillende Europese landen. In 1987 kende Bernard Darty hartproblemen en het jaar daarop werd de firma Darty overgenomen door het eigen personeel en nog later door FNAC. Over zijn jaren aan de leiding van Darty schreef Bernard Darty het boek Une histoire de confiance.